# Cucumis costatus
Cucumis costatus är en gurkväxtart som beskrevs av I.Telford. Cucumis costatus ingår i släktet gurkor, och familjen gurkväxter. Inga underarter finns listade i Catalogue of Life.